# Question...?
«Question…?» (с англ. — «Вопрос...?») — песня американской певицы и автора-исполнителя Тейлор Свифт, вышедшая 21 октября 2022 года в качестве седьмого трека на её десятом студийном альбоме Midnights с помощью лейбла Republic Records. Песня написана и спродюсирована Свифт и Джеком Антоноффом в стиле синти-поп, содержит текст, в котором рассказчик размышляет о разрушенных отношениях и задаёт бывшему возлюбленному ряд риторических вопросов. В песне использован семпл из сингла Свифт 2016 года «Out of the Woods», за что позднее будет награждена iHeartRadio Music Awards.
В рецензиях на Midnights некоторые критики назвали «Question…?» изюминкой альбома, похвалив лирические детали и производство. Песня заняла седьмое место в Billboard Hot 100, 11 место в Billboard Global 200, а также вошла в первую десятку чартов Канады, Филиппин и Сингапура.

## История
28 августа 2022 года Тейлор Свифт, получив награду «Видео года» за фильм All Too Well: The Short Film на церемонии MTV Video Music Awards 2022 года, анонсировала на 21 октября 2022 года выход своего десятого студийного альбома. Вскоре после этого Свифт раскрыла название альбома, Midnights, и его обложку в социальных сетях, но трек-лист не был раскрыт сразу. Джек Антонофф, музыкант, работавший со Свифт со времён диска 1989 (2014), стал одним из продюсеров альбома благодаря видео, которое она разместила на своем аккаунте Instagram 6 сентября 2022 года под названием «The making of Midnights».
21 сентября, примерно за месяц до выхода альбома, Свифт анонсировала тринадцатисерийный сериал под названием Midnights Mayhem with Me на платформе социальных сетей TikTok, а затем раскрыла название одного трека альбома в каждом эпизоде.
Название «Question…?», трека номер семь, было раскрыто в третьем эпизоде 26 сентября. Трек был выпущен эксклюзивно на официальном сайте Свифт для ограниченного скачивания 25 октября 2022 года. Инструментальная версия была выпущена двумя днями позже.

## Композиция
«Question…?» имеет продолжительность три минуты тридцать секунд. Это синти-поп песня с резкими ударными ритмами. Начало трека содержит семпл сингла Свифт 2016 года «Out of the Woods» с альбома 1989 (2014). В какой-то момент в композицию включаются звуки ликующей толпы, которые приписываются Антоноффу, сестре Антоноффа Рейчел, брату Свифт Остину и Дилану О’Брайену. Некоторые критики сравнили аранжировку и производство песни с синглом Свифт 2014 года «Blank Space».
В тексте песни рассказчик размышляет о разрушенных отношениях и о том, как все могло бы сложиться иначе. Сам рассказчик изображается как «хорошая девочка», а бывший возлюбленный — как «грустный мальчик» в большом городе. В припеве она хочет задать бывшему возлюбленному ряд вопросов («Ты ушел из её дома посреди ночи?» «Хотел ли ты, чтобы ты больше сопротивлялся, когда она сказала, что это слишком?» «Хотел ли бы ты по-прежнему прикасаться к ней?»), ответы на которые она уже знает. Алехандра Гуларте из Vulture описала песню как подходящую для «тревожного человека, который немного успокоился со своим партнёром».

## Отзывы
«Question…?» был встречен положительными отзывами критиков. Карл Уилсон из Slate счёл трек своим встречным предложением для лид-сингла Midnights; он похвалил песню за «признание смеси ностальгии и отдалённости, которая часто сопровождает такие более зрелые мысли». Пауэрс был столь же позитивен, сказав, что трек «является такой песней-историей, которую может написать только Свифт», и что он передает эмоциональные чувства к деталям «так остро, что это жжёт». Спенсер Корнхабер из The Atlantic сказал, что он впечатлён «извилистым повествованием и тоской последнего танца». Журналист The A.V. Club Салони Гаджар написала, что песня содержит «классический шарм Свифт и сильное использование метафор», а критик The Guardian Алексис Петридис выбрал её среди треков Midnights, которые «наполнены тонкими, блестящими штрихами». По мнению критика The New York Times Джона Караманики, «Question…?» — одна из лучших песен альбома в лирическом плане. Похвалив производство, Бобби Оливье из Spin счёл, что трек имеет потенциал радиохита. В Paste Эллен Джонсон похвалила песню как тщательно спродюсированный трек, с более тонким и сдержанным производством по сравнению с обычной поп-музыкой. Крейг Дженкинс из Vulture счёл припев «леденящим душу». Джейсон Липшутц из Billboard поместил «Question…?» на последнее место в своем рейтинге треков Midnights, написав, что, хотя это не самая сильная песня альбома, она «может похвастаться некоторыми увлекательными моментами, над которыми стоит поразмышлять».

## Награды
| Организация              | Год  | Категория                | Результат | Ссылка |
| ------------------------ | ---- | ------------------------ | --------- | ------ |
| iHeartRadio Music Awards | 2023 | Favorite Use of a Sample | Победа    | [ 27 ] |

## Коммерческий успех
После выхода альбома Midnights, песня «Question…?» заняла седьмую строчку в Billboard Hot 100; в первую неделю её показатели включали 31 миллион потоков, 21 400 скачиваний и 425 000 прослушиваний в радиоэфире. Свифт стала первой исполнительницей, одновременно занявшей всю первую десятку Hot 100, и женщиной с наибольшим количеством вхождений в первую десятку (40), обогнав Мадонну (38). В чарте Digital Songs песня стала 24-м чарттоппером Свифт, увеличив соответствующий абсолютный рекорд этого цифрового хит-парада, чему способствовали ограниченные загрузки, предлагаемые через её веб-сайт. В Канаде песня дебютировала на 10 месте в Canadian Hot 100 и получила золотой сертификат Music Canada 14 ноября 2022 года. «Question…?» появилась в различных национальных чартах, заняв седьмое место на Филиппинах и в Сингапуре, восьмое место в Малайзии, 11-е место в Австралии, 15-е место во Вьетнаме, 20-е место в Исландии, 21-е место в Португалии, 42-е место в Швеции, 62-е место в Испании и 139-е место во Франции. В итоге песня заняла 11-е место в Billboard Global 200.

## Чарты
| Чарт (2022—2023)                            | Высшая позиция |
| ------------------------------------------- | -------------- |
| Австралия (ARIA)                            | 11             |
| Канада (Billboard Canadian Hot 100)         | 10             |
| Чехия (Singles Digitál Top 100)             | 40             |
| Франция (SNEP)                              | 139            |
| Мир (Billboard Global 200)                  | 11             |
| Греция (IFPI)                               | 17             |
| Исландия (Music of Iceland, Plötutíðindi)   | 20             |
| Литва (AGATA)                               | 36             |
| Малайзия (Billboard)                        | 14             |
| Малайзия (RIM)                              | 8              |
| Филиппины (Philippines Songs, Billboard)    | 7              |
| Португалия (AFP)                            | 21             |
| Сингапур (RIAS)                             | 7              |
| Словакия (Singles Digitál Top 100)          | 46             |
| Испания (PROMUSICAE)                        | 62             |
| Швеция (Sverigetopplistan)                  | 42             |
| Швейцария (Schweizer Hitparade)             | 44             |
| Великобритания (UK Singles Downloads Chart) | 96             |
| США (Billboard Hot 100)                     | 7              |
| Вьетнам (Vietnam Hot 100)                   | 15             |

## Сертификации
| Регион                                                                      | Сертификация | Продажи |
| --------------------------------------------------------------------------- | ------------ | ------- |
| Австралия (ARIA)                                                            | Платиновый   | 70 000  |
| Бразилия (ABPD)                                                             | Золотой      | 20 000  |
| Канада (Music Canada)                                                       | Золотой      | 40 000  |
| Великобритания (BPI)                                                        | Серебряный   | 200 000 |
| Данные о продажах + прослушиваниях приведены только на основе сертификации. |              |         |

## История релиза
| Регион | Дата            | Формат            | Версия           | Лейбл    | Ссылка |
| ------ | --------------- | ----------------- | ---------------- | -------- | ------ |
| США    | 25 октября 2022 | Цифровые загрузки | Оригинальная     | Republic | [ 6 ]  |
| США    | 27 октября 2022 | Цифровые загрузки | Инструментальная | Republic | [ 55 ] |